# Свети Илија (Иматија)
Свети Илија (грч. Προφήτης Ηλίας, Профитис Илијас) је насељено место у општини Бер у периферији Средишња Македонија, Грчка. Према попису из 2021. године био је 1 становник.
Насеље је основано после 1961. године и налази се два километра јужно од села Варвара, на левој обали реке Бистрице. На попису из 1971. године имало је 179 становника. Највероватније је подигнуто за потребе радника који су радили на изградњи брана на Бистрици.